# François Jacques Locard
Pour les articles homonymes, voir Locard.
François Jacques Locard est un haut fonctionnaire français né à Paris, paroisse Saint-Sulpice, le 1er mai 1773, et mort à Saint-Germain-en-Laye le 3 juin 1833.

## Biographie
François Jacques Locard est le fils d'un marchand mercier de Paris. Le 3 novembre 1793, il commence son service militaire « en qualité de sergent ». Il est fait prisonnier après le siège de Landrecies, le 11 floréal An II (30 avril 1794). Il n'est rentré de captivité qu'à la fin 1795.
Il s'est marié vers 1817 avec Marguerite Espinasse, veuve d'Eutrope Alexandre Hyacinthe de Lur-Saluces, baron de Drugeac (1736-1815), décédée en février 1819, dont il a eu  Sophie Adélaïde Locard (1818-1898). Son épouse lui a laissé tous ses biens. Il s'est remarié à  Louise Adèle Alice Desmousseaux de Givré (1795-1871), fille d'Antoine Desmousseaux de Givré (1757-1830).
Il a commencé sa carrière administrative comme surnuméraire, rédacteur puis sous-chef de bureau au ministère de l'intérieur en l'an VII dont le ministre est Nicolas François de Neufchâteau. Le 16 frimaire an XIV (2 décembre 1805), il est nommé subdélégué de l'administrateur général des états de Parme, Plaisance et Guastalla à Borgo San Donnino, Médéric Louis Élie Moreau de Saint-Méry. Napoléon Bonaparte annexe à la France le duché de Parme et Plaisance le 22 octobre 1802. Le département du Taro est créé le 24 mai 1808. Locard est alors nommé sous-préfet de Borgo San Donnino. Il va y soutenir la vaccination de la population de son arrondissement. Il est préfet par intérim du département du Simplon en 1811/1812. Le traité de Fontainebleau signé le 11 avril 1814 met fin à la possession française. Il devient sous-préfet de Barbezieux le 30 juillet 1814 à la Première Restauration, puis, préfet du Cantal le 30 juillet 1815. Le 25 septembre 1814, il écrit à l'abbé de Montesquiou, ministre de l'Intérieur, pour qu'il mette dans son dossier administratif une lettre du pape qu'il avait reçu quand il était en Italie, ainsi que son discours qu'il avait prononcé au moment du serment des maires de son arrondissement. 
Il a fait une carrière rapide pendant la Seconde Restauration. Il est nommé préfet du Cantal le 14 juillet 1815. Il se signale particulièrement pour l'arrestation du maréchal Ney ce qui lui vaudra de recevoir le titre de baron,. Il est ensuite préfet du Cher le 12 août 1818, préfet de la Vienne le 19 juillet 1820, puis préfet du Var, le 27 juin 1823, mais sans être effectué pour être désigné préfet de l'Indre le 11 août 1823 mais il est brutalement destitué le 12 novembre 1828 pour être nommé maître des requêtes en service ordinaire. Il s'indigne de cette décision dans une lettre qu'il adresse le 17 novembre à Jacques-Joseph Corbière, ministre d'État après avoir été ministre de l'Intérieur. Après le remplacement du ministère du vicomte de Martignac par le ministère de Jules de Polignac, il est nommé préfet du Haut-Rhin le 24 août 1829 en remplacement de Charles Antoine Hippolyte Jordan qui était apprécié par les notables locaux et avait succédé à Jean François Alexandre Boudet de Puymaigre qui avait réprimé la conjuration de Belfort, en 1822, dirigée par Augustin Joseph Caron. Dès son arrivée dans le Haut-Rhin, les préventions des notables locaux vont entraîner des rapports délicats entre le préfet Locard et ces notables. Pour imposer le loyalisme à la monarchie, il fait acheter des bustes de Charles X par les maires. Son attitude a entraîné une « bataille des élections » dans le département en 1830 pour faire élire des députés royalistes. La politique menée par Charles X va conduire aux Trois Glorieuses, les 27, 28 et 29 juillet 1830. Devant l'échec de la politique du ministère Polignac, et du baron Locard de faire élire des députés royalistes, le préfet doit s'enfuir sous les huées, d'abord à Neuf-Brisach, puis à Brisach-en-Brigsau. Locard est remplacé le 6 août 1830.